# Ерёменко, Александр Евгеньевич
Александр Евгеньевич Ерёменко (англ. Eremenko Aleksandr, род. 23 февраля 1988 года, г. Херсон, Украина) — российский спортсмен, тренер единоборств. Мастер спорта Украины международного класса[уточнить](2011) — лишен (2023), Заслуженный Мастер спорта России  по Киокусинкай. Чемпион 13-го абсолютного чемпионата мира в Токио (Япония). 7-кратный чемпион Европы: (2011, 2012, 2013, 2014, 2015, 2019), абсолютный чемпион Европы (2015), г. Катовице (Польша). 2-кратный чемпион Японии в супертяжелом весе (2013, 2023), Осака. 2-кратный абсолютный чемпион Америки (2014, 2015), Нью-Йорк, (США). Многократный чемпион Украины. 5-кратный чемпион России.

## Биография
Родился 23 февраля 1988 года в городе Херсон. С 7 лет стал заниматься в додзё.
2011 год — в Падуе, Италия на 25-м чемпионате Европы в бою с поляком Даниэлом Буковым завоевал первое место и получил путевку на 10-й абсолютный чемпионат мира в Токио, Япония. В ноябре 2011 года Ерёменко победил Кентаро Танаке. в четвертьфинале проиграл россиянину Годерзи Капанадзе. В итоге Еременко стал седьмым.
В 2011 был признан лучшим спортсменом года Херсонской области по неолимпийским видам спорта.
С 2012 года начал тренерскую карьеру.
В мае 2013 года в Киеве на 27-м весовом чемпионат Европы занял первое место в категории −90 кг.[уточнить] Эта победа позволила Ерёменко дебютировать на 30-м весовом чемпионате Японии, где он занял 1-е место (категория +85кг) в бою с россиянином Кириллом Кочневым.
В ноябре 2019 года в Токио, на 12-м абсолютном чемпионате мира  занял второе место.
В ноябре 2023 года в Токио, на 13-м абсолютном чемпионате мира  занял первое место.
С 2021 года является Бранч-Чифом IKO, 
Является главным тренером сборной команды России. 
Основатель и главный тренер школы каратэ Eremenko’Dojo.
Входит в состав спортивной славы Херсонщины.

## Достижения

### Международные соревнования
- 2005 год — Открытый Чемпионат Чехии (г. Новый Биджов) — 1 место;
- 2009 год — Участие в 9-м Абсолютном Чемпионате Европы (Париж, Франция);
- 2009 год — Открытый Чемпионат Польши (г. Вроцлав) — 1 место;
- 2010 год — 24-й Чемпионат Европы (Румыния, Бухарест) — 3 место;
- 2010 год — Участие в 10-м Абсолютном Чемпионате Европы (Белград, Сербия);
- 2011 — Отборочный абсолютный турнир на ЧМ (Париж, Франция) — 7 место;
- 2011 год — 25-й Чемпионат Европы (г. Падуя, Италия) — 1 место (выиграл у Даниэля Букового, Польша)
- 2011 год 4-5 ноября — 10-й Юбилейный Абсолютный Чемпионат Мира (г. Токио, Япония) — 7 место;
- 2012 год, 2 июня — 26-й Чемпионат Европы (Будапешт, Венгрия) — 1 место (выиграл у Ильи Карпенко, Россия) 1 место[11],
- 2012 год, 23 июня — открытый Чемпионат Америки (Нью-Йорк) — 4 место.[12],[13]
- 2013 год, 18 мая — 27-й Весовой чемпионат Европы (г. Киев) — 1 место (- 90 кг, выиграл у Андрея Чиркова, Россия);
- 2013 год, 1-2 июня — 30-й Весовой чемпионат Японии (г. Осака) — 1 место (+85 кг, выиграл у Кирилла Кочнева, Россия)[14].
- 2014 год, 17-18 мая — 28-й Весовой чемпионат Европы (Варна, Болгария) — 1 место (-90 кг, выиграл у Дармена Садвокасова, Россия).
- 2014 год, 21 июня — Абсолютный Чемпионат Америки (Нью-Йорк, США) — 1 место (выиграл у Захари Дамьянова, Болгария).
- 2015 год, 9 мая — 29-й Весовой Чемпионат Европы (Берлин, Германия) — 1 место (-90 кг, выиграл у Патрика Сипьена, Польша).
- 2015 год — Абсолютный Чемпионат Америки (Нью-Йорк, США) — 1 место (выиграл у Ильи Карпенко, Россия).
- 2015 Участие в 11 Абсолютном Чемпионате Мира (Токио, Япония).
- 2015 год — Абсолютный Чемпионат Европы (Катовице, Польша) — 1 место (выиграл у Эльдара Исмаилова, Украина).
- 2016 год, 23 октября — Чемпионат России (Москва) — 1 место (+90 кг, выиграл у Антона Гуляева)
- 2017 год — Весовой Чемпионат Мира (Токио, Япония) — 2 место.
- 2017 год — Чемпионат России (Москва) — 1 место (+90 кг, выиграл у Игоря Загайнова)
- 2017 год — Абсолютный Чемпионат Японии (Токио, Япония) — 8 место.
- 2018 год — Open Baltic Cup 2018 (г. Калининград , Россия)- 1 место
- 2019 год- 50-й Чемпионат Японии в абсолютной категории — 8 место
- 2019 год- Кубок России — 1 место
- 2019 год — 36 весовой Чемпионат Японии −4 место
- 2019 год — 33 Чемпионат Европы (Польша, г. Вроцлав) — 1 место
- 2019 год — 12 Чемпионат мира в абсолютной категории (Токио, Япония) — 2 место
- 2023 год — 13 Чемпионат мира в абсолютной категории (Токио, Япония) — 1 место

### Всеукраинские соревнования
- 2006 год — Открытый всеукраинский турнир «Золотой скиф» — 1 место;
- 2006 год — Всеукраинский турнир в абсолютной категории (г. Черкассы) — 1 место;
- 2006 — Всеукраинский весовой турнир (г. Херсон) — 1 место;
- 2007 год — Всеукраинский турнир «Полтавская битва» — 1 место;
- 2007 год — Кубок Украины в абсолютной категории (г. Херсон) — 2 место;
- 2007 год — Чемпионат Украины — г. Днепропетровск — 1 место;
- 2008 год — Открытый Кубок Украины по ShinKyokushinkai — 1 место;
- 2008 год — Кубок Украины (г. Полтава) — 1 место;
- 2008 год — Чемпионат Украины (г. Днепропетровск) — 1 место;
- 2009 год — Всеукраинский турнир «Полтавская битва» — 1 место;
- 2009 год — Кубок Украины (г. Донецк) — 2 место;
- 2009 год — Чемпионат Украины (г. Киев) — 1 место;
- 2010 год — Всеукраинский турнир «Полтавская битва» — 1 место;
- 2010 год — Чемпионат Украины (г. Киев) — 1 место;
- 2010 год — Абсолютный Чемпионат Украины (г. Херсон) — 2 место;
- 2011 год — Чемпионат Украины (г. Киев)- 1 место;
- 2012 год — Чемпионат Украины — 1 место.
- 2013 год — Чемпионат Украины — 1 место.
- 2014 год — Чемпионат Украины — 1 место.

### Личные достижения
- Лучший спортсмен Херсонской области 2011 года по неолимпийским видам спорта[15]